# Antônio, Conde de Lecce
Antônio Pascoal de Bourbon-Duas Sicílias, Conde de Lecce (em italiano: Antonio Pasquale di Borbone-Due Sicilie; Palermo, 23 de setembro de 1816 – Giugliano, 12 de janeiro de 1843), foi um Príncipe das Duas Sicílias e Conde de Lecce, o quarto filho do rei Francisco I das Duas Sicílias e de sua segunda esposa, a infanta Maria Isabel da Espanha.

## Biografia

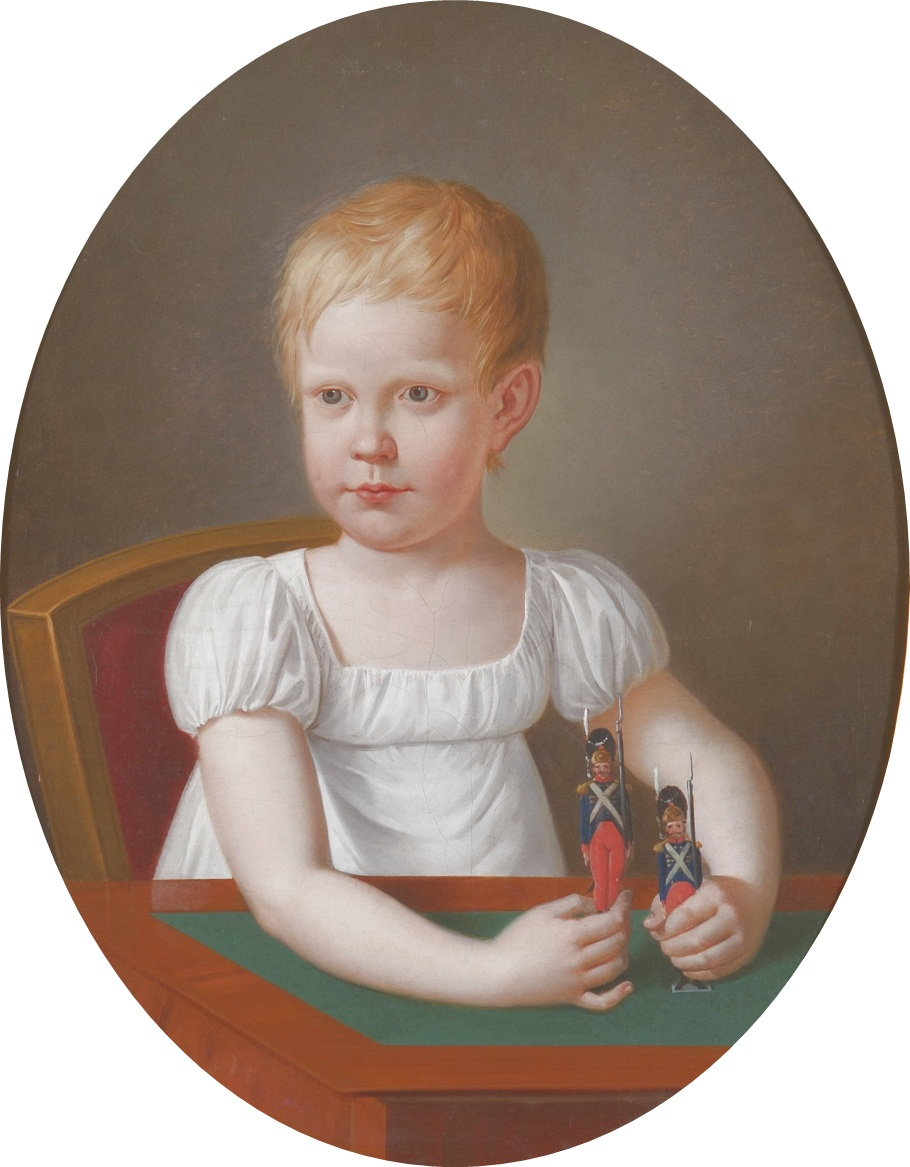
Retrato do príncipe com dois anos de idade por Giuseppe Cammarano, 1818

Nascido no Palácio Real de Palermo, em 23 de setembro de 1816, Antônio era o quarto filho do então Duque de Calábria, Francisco, e de sua segunda esposa, a infanta Maria Isabel da Espanha. À época, ocupava o trono seu avô, o rei Fernando I, que lhe concedeu o título de Conde de Lecce (por Decreto Real de 4 de janeiro de 1817). Em 1830, por ocasião do casamento de sua irmã, a princesa Maria Cristina, com o rei Fernando VII de Espanha, o príncipe acompanhou seus pais em uma longa viagem pela Itália, França e Espanha. Em 1825 seu pai torna-se Rei das Duas Sicílias e morre morreu poucos anos depois 1830.
Durante o reinado de seu irmão, o rei Fernando II, Antônio tornou-se rapidamente conhecido por seu comportamento inquieto. Aos dezesseis anos de idade, ele já era um mulherengo convicto. Em 1837, Fernando II iniciou negociações para casá-lo com sua sobrinha, a princesa Luísa da França, filha de sua meia-irmã Carolina, duquesa de Berry. A iniciativa fracassou porque a duquesa de Angoulême opôs-se à união, poís naquela época, o conde de Lecce já tinha uma reputação consolidada de mulherengo.
Em 12 de janeiro de 1843, o príncipe morreu repentinamente. O embaixador britânico, William Temple, reproduziu na correspondência diplomática as informações oficiais de que Antônio, então com apenas vinte e seis anos de idade, encontrava-se com a saúde frágil, convalescendo após superar repetidos episódios de paralisia, quando contraiu febre tifoide. Entretanto, a verdade é que Antônio foi assassinado na pequena casa que mantinha para encontros amorosos, na comuna de Giugliano, espancado até a morte pelo marido de uma jovem que ele havia tentado seduzir. Para evitar um escândalo, o crime não foi tornado público. Antônio foi sepultado na cripta real da Basílica de Santa Clara, em Nápoles.